# Unai Emery
Unai Emery Etxegoien (Hondarribia, 3 novembre 1971) è un allenatore di calcio ed ex calciatore spagnolo, di ruolo centrocampista, tecnico dell'Aston Villa.
Da allenatore ha vinto quattro Europa League, di cui tre con il Siviglia e una con il Villarreal (record per la competizione, per cui è soprannominato il re di coppe) e un campionato francese, due Coppe di Francia, due Coppe di Lega francesi e due Supercoppe francesi con il Paris Saint-Germain.

## Carriera

### Giocatore
Ha trascorso la sua carriera calcistica sempre nelle divisioni inferiori del calcio spagnolo, giocando per squadre come Racing Ferrol e Lorca Deportiva CF. Si è ritirato nel 2005, a quasi trentaquattro anni.

### Allenatore

#### Inizi
Ha iniziato ad allenare proprio il Lorca, nel gennaio 2005, mentre ha disputato la sua ultima stagione da calciatore; a fine stagione porta il club alla promozione. Nella successiva stagione (2005-2006) converte la squadra nella rivelazione del campionato tanto da far lottare il club fino all'ultima giornata per una storica promozione in Primera División. Nella stagione 2006-2007, viene ingaggiato come allenatore dell'Almería squadra che lo porta alla seconda promozione in carriera, questa volta in Liga chiudendo la stagione in seconda posizione. Nella stagione seguente, continua la sua avventura con il club neopromosso e fa la sua prima esperienza nella massima divisione spagnola essendo uno dei tecnici rivelazione della stagione, chiudendo l'annata in ottava posizione e con ben 52 punti.

#### Valencia
Il 22 maggio 2008, viene presentato come nuovo tecnico del Valencia firmando per due stagioni e diventando l'allenatore più giovane della storia del club. Dopo due buone stagioni, nell'estate 2010, rinnova di un altro anno il contratto con il club valenciano, dopo aver portato i Blanquinegres a qualificarsi nuovamente in Champions League con un terzo posto.
Nella stagione successiva, ripete il risultato piazzandosi nuovamente terzo, nonostante le vendite di giocatori chiave come David Villa e David Silva.
La successiva stagione per lui inizia con un'altra vendita importante, quella di Juan Manuel Mata. Dopo aver ottenuto buoni risultati nell'andata in campionato, la squadra scende di prestazioni e in classifica, ricevendo numerose critiche dopo essere stati eliminati nel girone di Champions League piazzandosi terzi dietro Chelsea e Bayer Leverkusen.
Nonostante questo raggiunse le semifinali di UEFA Europa League e Copa del Rey essendo poi eliminati rispettivamente da Atlético Madrid e Barcellona. Malgrado i risultati non gli verrà prolungato il contratto e chiuderà la stagione per poi essere sostituito dal nuovo allenatore Mauricio Pellegrino.

#### Spartak Mosca
Il 7 maggio 2012, Emery firma per lo Spartak Mosca. L'esperienza in Russia dura pochi mesi, a causa dei cattivi risultati: l'allenatore è esonerato nel novembre dello stesso anno a seguito della sconfitta per 1-5 nel derby contro la Dinamo Mosca.

#### Siviglia

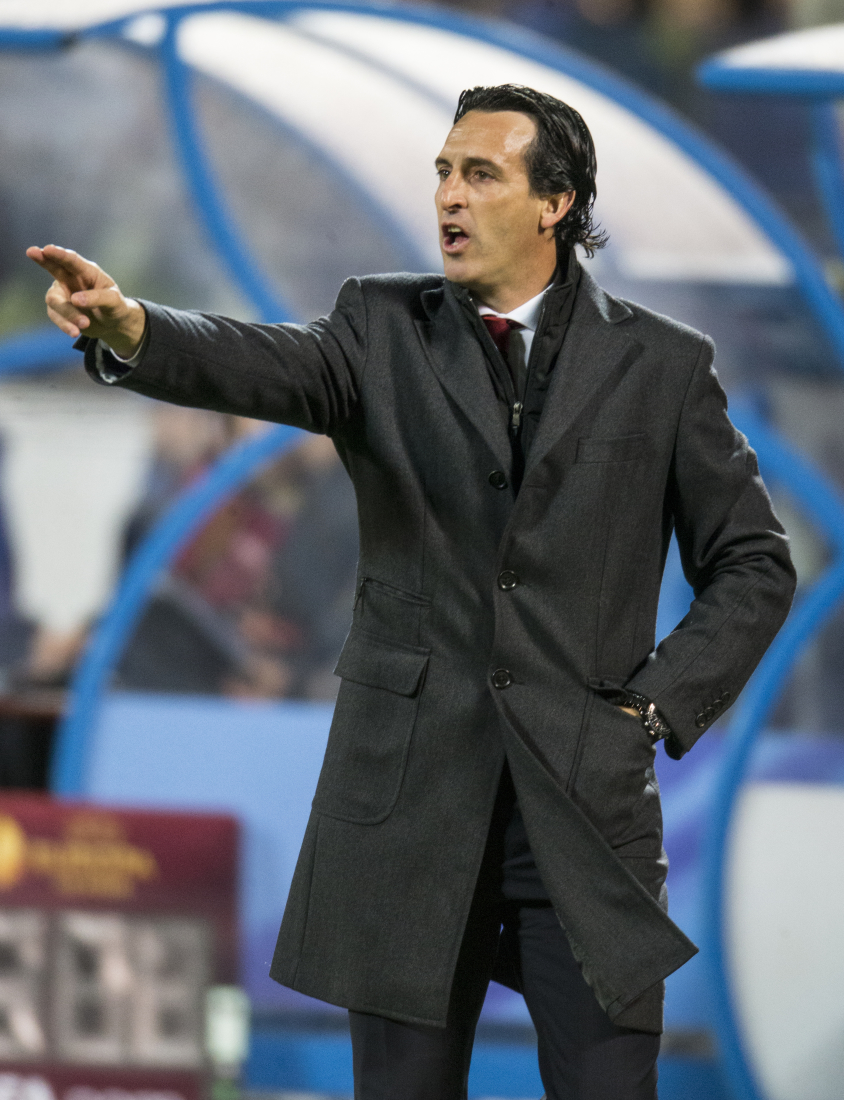
Emery con il Siviglia nel 2015

Il 14 gennaio 2013, subentra a Míchel alla guida del Siviglia firmando un contratto annuale. Il 14 maggio 2014, vince ai rigori l'Europa League contro il Benfica al termine di una partita che si era conclusa 0-0. Il 27 maggio 2015, vince la sua seconda Europa League battendo in finale il Dnipro per 3-2. Il 18 maggio 2016, conquista per la terza volta consecutiva l'Europa League dopo un 3-1 ai danni del Liverpool. Il 22 maggio, perde la finale di Coppa del Re con il Barcellona. Il 12 giugno seguente, lascia il club andaluso.

#### Paris Saint-Germain
Il 28 giugno 2016, firma un contratto triennale con i francesi del Paris Saint-Germain.
Sotto la sua gestione, il club parigino conquista un campionato francese, due Coppe di Francia, due Coppe di Lega francesi e due Supercoppe francesi. Tuttavia i risultati europei non sono all'altezza delle aspettative, con due eliminazioni consecutive agli ottavi contro Barcellona e Real Madrid. Ad aprile 2018, il club e l'allenatore spagnolo comunicano la volontà di separarsi al termine della stagione.

#### Arsenal
Il 23 maggio 2018 viene annunciata la sua nomina ad allenatore dell'Arsenal, ruolo in cui sostituisce Arsène Wenger, storico tecnico francese rimasto sulla panchina della società londinese per quasi 22 anni. In campionato conduce la squadra al quinto posto finale, migliorando il sesto posto della stagione precedente, ma manca la qualificazione alla UEFA Champions League per l'anno successivo. In Europa League i Gunners raggiungono l'atto conclusivo della manifestazione, dove sono battuti per 1-4 dai rivali cittadini del Chelsea.
Nel corso della stagione 2019-2020, il 29 novembre 2019, viene esonerato dopo la sconfitta per 1-2 contro l'Eintracht Francoforte, che mette a rischio il primato nel girone di Europa League, mentre in campionato la squadra si trova all'ottavo posto.

#### Villarreal
Il 23 luglio 2020 viene nominato allenatore del Villarreal, quattro anni dopo la sua ultima esperienza in Spagna. Conclude il campionato al 7º posto, mentre in Europa League, raggiunge per la quinta volta la finale. Il 26 maggio, grazie al successo dei gialli ai tiri di rigore contro il Manchester Utd a Danzica, Emery vince il trofeo per la quarta volta, stabilendo un nuovo record per la competizione (precedentemente condiviso con Giovanni Trapattoni).
Inizia la stagione seguente perdendo ai rigori la Supercoppa UEFA contro il Chelsea campione d’Europa. In Champions League invece condurrà il Submarino Amarillo fino alle semifinali, dove verrà eliminato dal Liverpool, dopo aver eliminato la Juventus agli ottavi e il Bayern Monaco ai quarti. In campionato invece arriva di nuovo 7º qualificandosi per la Conference League.
Il 24 ottobre 2022 risolve il contratto con il Villarreal, lasciando la squadra al 7º posto in campionato, con 18 punti dopo 11 gare, e al 1º posto nel girone C di Conference League dopo 4 turni.

#### Aston Villa
Contestualmente alla separazione con il club spagnolo previo pagamento della clausola rescissoria, viene annunciato il suo ingaggio da parte dell'Aston Villa, in quel momento al 15º posto in Premier League, subentrando all'esonerato Steven Gerrard. Con 49 punti raccolti in 25 partite riesce a piazzarsi al 7º posto qualificandosi per la Conference League. Nella stagione 2023-2024, a seguito del 4º posto in campionato, il tecnico spagnolo riesce a riportare il club in Champions League dopo 41 anni dall'ultima volta. La stagione seguente arriva fino ai quarti di Champions venendo eliminato dal Paris Saint-Germain mentre in Premier si piazza al 6º posto qualificandosi per l’Europa League.

## Statistiche

### Statistiche da allenatore
Statistiche aggiornate al 25 maggio 2025. In grassetto le competizioni vinte.
| Stagione                   | Squadra                    | Campionato                 | Campionato | Campionato | Campionato | Campionato | Coppe nazionali | Coppe nazionali | Coppe nazionali | Coppe nazionali | Coppe nazionali | Coppe continentali | Coppe continentali | Coppe continentali | Coppe continentali | Coppe continentali | Altre coppe | Altre coppe | Altre coppe | Altre coppe | Altre coppe | Totale | Totale | Totale | Totale | % Vittorie | Piazzamento     |
| Stagione                   | Squadra                    | Comp                       | G          | V          | N          | P          | Comp            | G               | V               | N               | P               | Comp               | G                  | V                  | N                  | P                  | Comp        | G           | V           | N           | P           | G      | V      | N      | P      | %          | Piazzamento     |
| -------------------------- | -------------------------- | -------------------------- | ---------- | ---------- | ---------- | ---------- | --------------- | --------------- | --------------- | --------------- | --------------- | ------------------ | ------------------ | ------------------ | ------------------ | ------------------ | ----------- | ----------- | ----------- | ----------- | ----------- | ------ | ------ | ------ | ------ | ---------- | --------------- |
| gen.-giu. 2005             | Lorca Deportiva CF         | SDB                        | 21+4       | 12+3       | 4+0        | 5+1        | CR              | 2               | 0               | 0               | 2               | -                  | -                  | -                  | -                  | -                  | -           | -           | -           | -           | -           | 27     | 15     | 4      | 8      | 55,56      | Sub. 4º (prom.) |
| 2005-2006                  | Lorca Deportiva CF         | SD                         | 42         | 19         | 12         | 11         | CR              | 1               | 0               | 0               | 1               | -                  | -                  | -                  | -                  | -                  | -           | -           | -           | -           | -           | 43     | 19     | 12     | 12     | 44,19      | 5º              |
| Totale Lorca Deportiva CF  | Totale Lorca Deportiva CF  | Totale Lorca Deportiva CF  | 63+4       | 31+3       | 16+0       | 16+1       |                 | 3               | 0               | 0               | 3               |                    | -                  | -                  | -                  | -                  |             | -           | -           | -           | -           | 70     | 34     | 16     | 20     | 48,57      |                 |
| 2006-2007                  | Almería                    | SD                         | 42         | 24         | 8          | 10         | CR              | 2               | 1               | 1               | 0               | -                  | -                  | -                  | -                  | -                  | -           | -           | -           | -           | -           | 44     | 25     | 9      | 10     | 56,82      | 2º (prom.)      |
| 2007-2008                  | Almería                    | PD                         | 38         | 14         | 10         | 14         | CR              | 2               | 0               | 1               | 1               | -                  | -                  | -                  | -                  | -                  | -           | -           | -           | -           | -           | 40     | 14     | 11     | 15     | 35,00      | 8º              |
| Totale Almería             | Totale Almería             | Totale Almería             | 80         | 38         | 18         | 24         |                 | 4               | 1               | 2               | 1               |                    | -                  | -                  | -                  | -                  |             | -           | -           | -           | -           | 84     | 39     | 20     | 25     | 46,43      |                 |
| 2008-2009                  | Valencia                   | PD                         | 38         | 18         | 8          | 12         | CR              | 6               | 4               | 1               | 1               | CU                 | 8                  | 3                  | 5                  | 0                  | SS          | 2           | 1           | 0           | 1           | 54     | 26     | 14     | 14     | 48,15      | 6º              |
| 2009-2010                  | Valencia                   | PD                         | 38         | 21         | 8          | 9          | CR              | 4               | 1               | 2               | 1               | UEL                | 14                 | 6                  | 7                  | 1                  | -           | -           | -           | -           | -           | 56     | 28     | 17     | 11     | 50,00      | 3º              |
| 2010-2011                  | Valencia                   | PD                         | 38         | 21         | 8          | 9          | CR              | 4               | 2               | 1               | 1               | UCL                | 8                  | 3                  | 3                  | 2                  | -           | -           | -           | -           | -           | 50     | 26     | 12     | 12     | 52,00      | 3º              |
| 2011-2012                  | Valencia                   | PD                         | 38         | 17         | 10         | 11         | CR              | 8               | 4               | 2               | 2               | UCL+UEL            | 6+8                | 2+4                | 2+1                | 2+3                | -           | -           | -           | -           | -           | 60     | 27     | 15     | 18     | 45,00      | 3º              |
| Totale Valencia            | Totale Valencia            | Totale Valencia            | 152        | 77         | 34         | 41         |                 | 22              | 11              | 6               | 5               |                    | 44                 | 18                 | 18                 | 8                  |             | 2           | 1           | 0           | 1           | 220    | 107    | 58     | 55     | 48,64      |                 |
| lug.-nov. 2012             | Spartak Mosca              | PL                         | 17         | 9          | 2          | 6          | KR              | 2               | 1               | 1               | 0               | UCL                | 7                  | 2                  | 1                  | 4                  | -           | -           | -           | -           | -           | 26     | 12     | 4      | 10     | 46,15      | Eson.           |
| gen.-giu. 2013             | Siviglia                   | PD                         | 19         | 8          | 4          | 7          | CR              | 4               | 1               | 2               | 1               | -                  | -                  | -                  | -                  | -                  | -           | -           | -           | -           | -           | 23     | 9      | 6      | 8      | 39,13      | Sub. 9º         |
| 2013-2014                  | Siviglia                   | PD                         | 38         | 18         | 9          | 11         | CR              | 2               | 1               | 0               | 1               | UEL                | 19                 | 11                 | 5                  | 3                  | -           | -           | -           | -           | -           | 59     | 30     | 14     | 15     | 50,85      | 5º              |
| 2014-2015                  | Siviglia                   | PD                         | 38         | 23         | 7          | 8          | CR              | 6               | 5               | 0               | 1               | UEL                | 15                 | 11                 | 3                  | 1                  | SU          | 1           | 0           | 0           | 1           | 60     | 39     | 10     | 11     | 65,00      | 5º              |
| 2015-2016                  | Siviglia                   | PD                         | 38         | 14         | 10         | 14         | CR              | 9               | 7               | 1               | 1               | UCL+UEL            | 6+9                | 2+5                | 0+2                | 4+2                | SU          | 1           | 0           | 0           | 1           | 63     | 28     | 13     | 22     | 44,44      | 7º              |
| Totale Siviglia            | Totale Siviglia            | Totale Siviglia            | 133        | 63         | 30         | 40         |                 | 21              | 14              | 3               | 4               |                    | 49                 | 29                 | 10                 | 10                 |             | 2           | 0           | 0           | 2           | 205    | 106    | 43     | 56     | 51,71      |                 |
| 2016-2017                  | Paris Saint-Germain        | L1                         | 38         | 27         | 6          | 5          | CF+CdL          | 6+4             | 6+4             | 0+0             | 0+0             | UCL                | 8                  | 4                  | 3                  | 1                  | SF          | 1           | 1           | 0           | 0           | 57     | 42     | 9      | 6      | 73,68      | 2º              |
| 2017-2018                  | Paris Saint-Germain        | L1                         | 38         | 29         | 6          | 3          | CF+CdL          | 6+4             | 6+4             | 0+0             | 0+0             | UCL                | 8                  | 5                  | 0                  | 3                  | SF          | 1           | 1           | 0           | 0           | 57     | 45     | 6      | 6      | 78,95      | 1º              |
| Totale Paris Saint-Germain | Totale Paris Saint-Germain | Totale Paris Saint-Germain | 76         | 56         | 12         | 8          |                 | 20              | 20              | 0               | 0               |                    | 16                 | 9                  | 3                  | 4                  |             | 2           | 2           | 0           | 0           | 114    | 87     | 15     | 12     | 76,32      |                 |
| 2018-2019                  | Arsenal                    | PL                         | 38         | 21         | 7          | 10         | FACup+CdL       | 2+3             | 1+2             | 0+0             | 1+1             | UEL                | 15                 | 11                 | 1                  | 3                  | -           | -           | -           | -           | -           | 58     | 35     | 8      | 15     | 60,34      | 5º              |
| lug.-nov. 2019             | Arsenal                    | PL                         | 13         | 4          | 6          | 3          | FACup+CdL       | 0+2             | 1               | 1               | 0               | UEL                | 5                  | 3                  | 1                  | 1                  | -           | -           | -           | -           | -           | 20     | 8      | 8      | 4      | 40,00      | Eson.           |
| Totale Arsenal             | Totale Arsenal             | Totale Arsenal             | 51         | 25         | 13         | 13         |                 | 7               | 4               | 1               | 2               |                    | 20                 | 14                 | 2                  | 4                  |             | -           | -           | -           | -           | 78     | 43     | 16     | 19     | 55,13      |                 |
| 2020-2021                  | Villarreal                 | PD                         | 38         | 15         | 13         | 10         | CR              | 5               | 4               | 0               | 1               | UEL                | 15                 | 12                 | 3                  | 0                  | -           | -           | -           | -           | -           | 58     | 31     | 16     | 11     | 53,45      | 7º              |
| 2021-2022                  | Villarreal                 | PD                         | 38         | 16         | 11         | 11         | CR              | 3               | 2               | 0               | 1               | UCL                | 12                 | 5                  | 3                  | 4                  | SU          | 1           | 0           | 1           | 0           | 54     | 23     | 15     | 16     | 42,59      | 7°              |
| lug.-ott. 2022             | Villarreal                 | PD                         | 11         | 5          | 3          | 3          | CR              | 0               | 0               | 0               | 0               | UECL               | 6                  | 6                  | 0                  | 0                  | -           | -           | -           | -           | -           | 17     | 11     | 3      | 3      | 64,71      | Risoluz.        |
| Totale Villarreal          | Totale Villarreal          | Totale Villarreal          | 87         | 36         | 27         | 24         |                 | 8               | 6               | 0               | 2               |                    | 33                 | 23                 | 6                  | 4                  |             | 1           | 0           | 1           | 0           | 129    | 65     | 34     | 30     | 50,39      |                 |
| nov. 2022-2023             | Aston Villa                | PL                         | 25         | 15         | 4          | 6          | FACup+CdL       | 1+1             | 0               | 0               | 1+1             | -                  | -                  | -                  | -                  | -                  | -           | -           | -           | -           | -           | 27     | 15     | 4      | 8      | 55,56      | Sub. 7º         |
| 2023-2024                  | Aston Villa                | PL                         | 38         | 20         | 8          | 10         | FACup+CdL       | 3+1             | 1+0             | 1+0             | 1+1             | UECL               | 14                 | 8                  | 2                  | 4                  | -           | -           | -           | -           | -           | 56     | 29     | 11     | 16     | 51,79      | 4°              |
| 2024-2025                  | Aston Villa                | PL                         | 38         | 19         | 9          | 10         | FACup+CdL       | 5+2             | 4+1             | 0+0             | 1+1             | UCL                | 12                 | 8                  | 1                  | 3                  | -           | -           | -           | -           | -           | 57     | 32     | 10     | 15     | 56,14      | 6°              |
| Totale Aston Villa         | Totale Aston Villa         | Totale Aston Villa         | 101        | 54         | 21         | 26         |                 | 13              | 6               | 1               | 6               |                    | 26                 | 16                 | 3                  | 7                  |             | -           | -           | -           | -           | 140    | 76     | 25     | 39     | 54,29      |                 |
| Totale carriera            | Totale carriera            | Totale carriera            | 764        | 392        | 173        | 199        |                 | 100             | 63              | 14              | 23              |                    | 195                | 111                | 43                 | 41                 |             | 7           | 3           | 1           | 3           | 1 066  | 569    | 231    | 266    | 53,38      |                 |

## Palmarès

### Allenatore

#### Club

##### Competizioni nazionali
- Supercoppa francese: 2

Paris Saint-Germain: 2016, 2017
- Coppa di Lega francese: 2

Paris Saint-Germain: 2016-2017, 2017-2018
- Coppa di Francia: 2

Paris Saint-Germain: 2016-2017, 2017-2018
- Campionato francese: 1

Paris Saint-Germain: 2017-2018

##### Competizioni internazionali
- UEFA Europa League: 4  (record)

Siviglia: 2013-2014, 2014-2015, 2015-2016
Villarreal: 2020-2021

#### Individuale
- Trofeo Miguel Muñoz: 2

2005-2006, 2006-2007
- Globe Soccer Awards: 2

Premio speciale: 2016
Premio alla carriera per allenatori: 2022
- Trophées UNFP du football: 1

Miglior allenatore della Ligue 1: 2017-2018